# وادي الشتا
وادي الشتا أو وادي الشتاء هو وادْ متعرج يقع في لواء وادي السير ضمن محافظة عمان، ويربط بين منطقة عراق الأمير (من الغرب) ومنطقة مرج الحمام (من الشرق) . وقد شبهه الكولونيل كوندر البريطاني بغابات إنجلترا في كتابه هيث ومؤاب الذي دون فيه رحلاته في شرق الأردن عام 1881.

## صور
جمال الطبيعة في الربيع في وادي الشتا

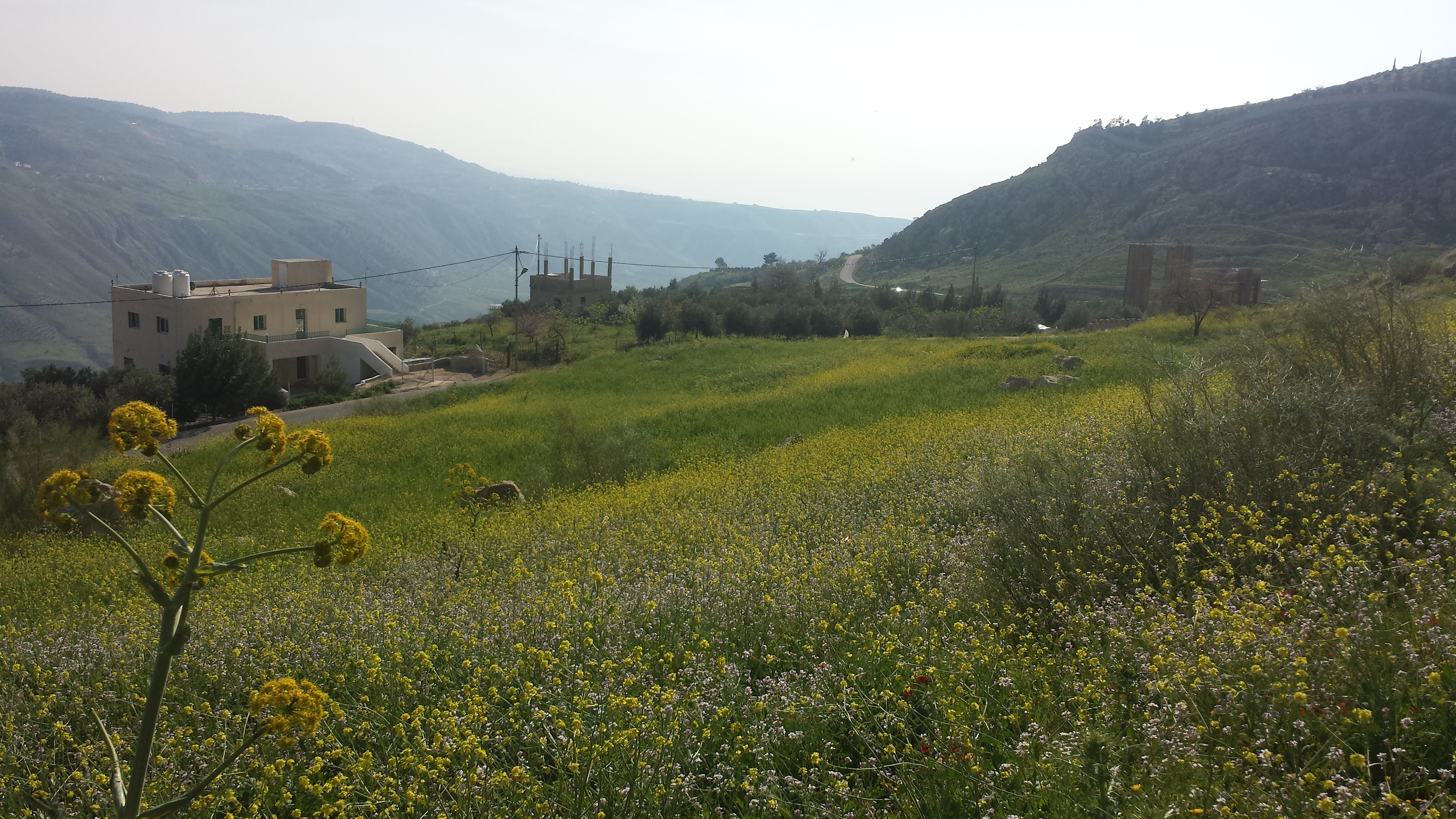
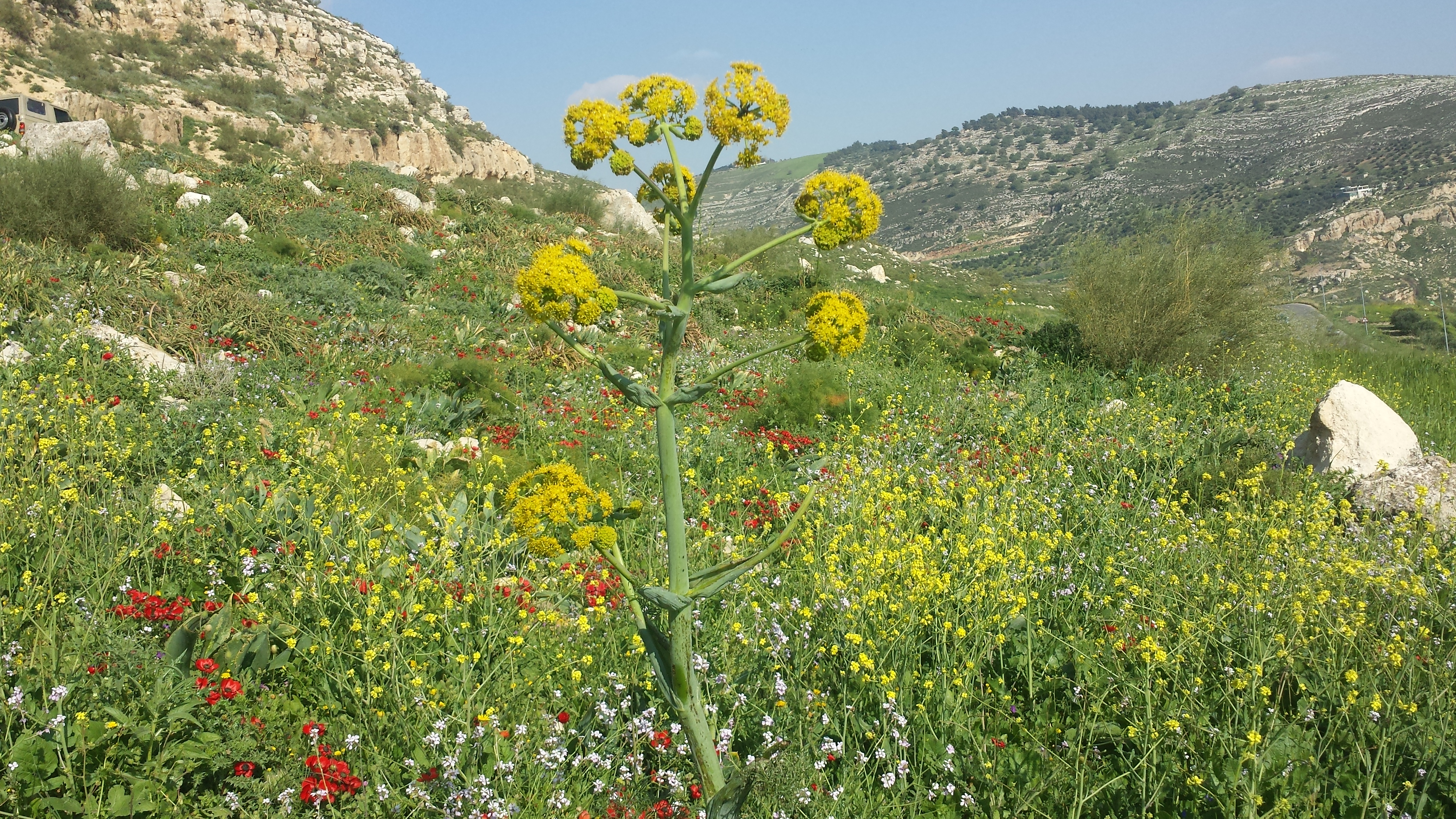
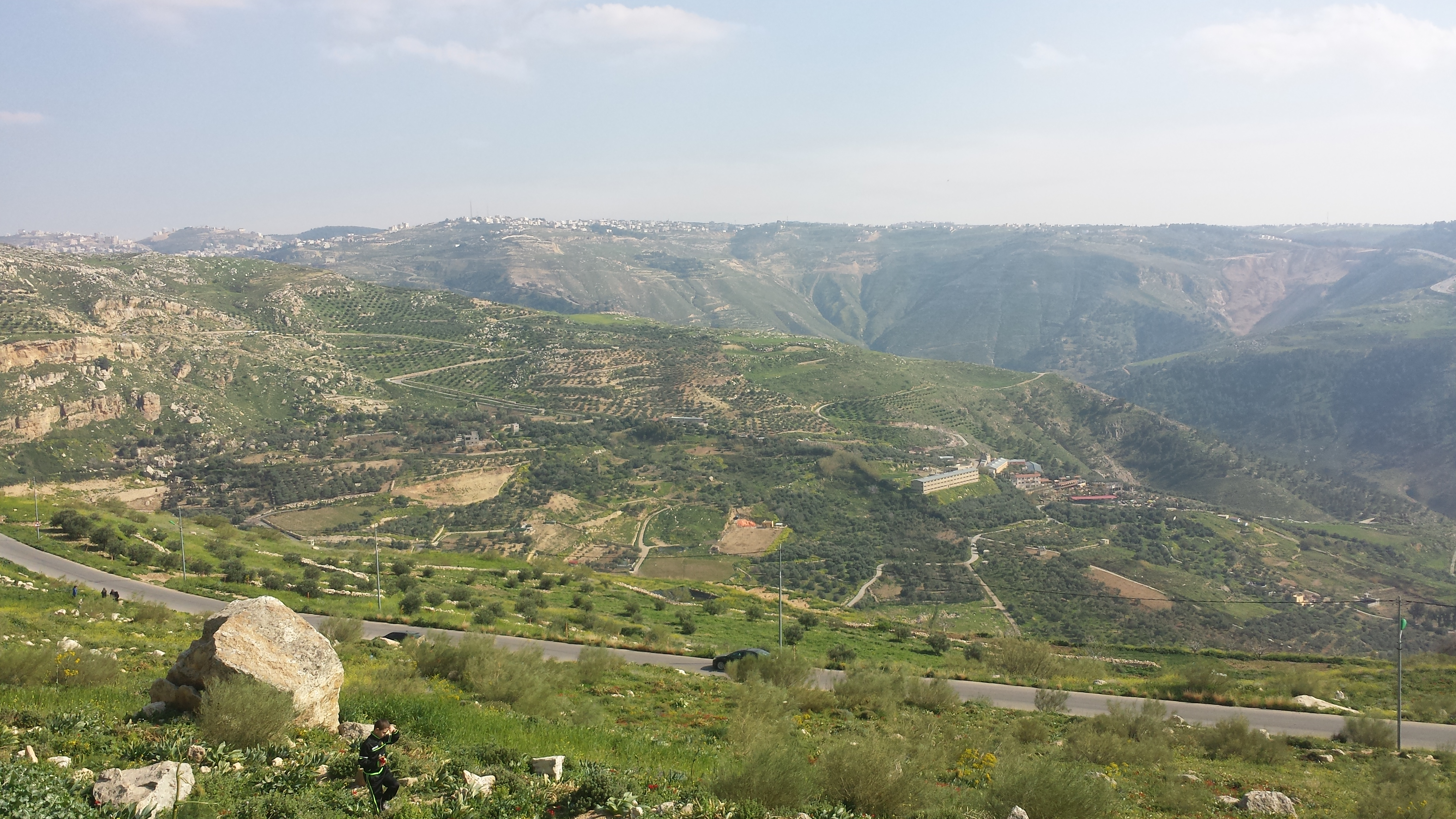
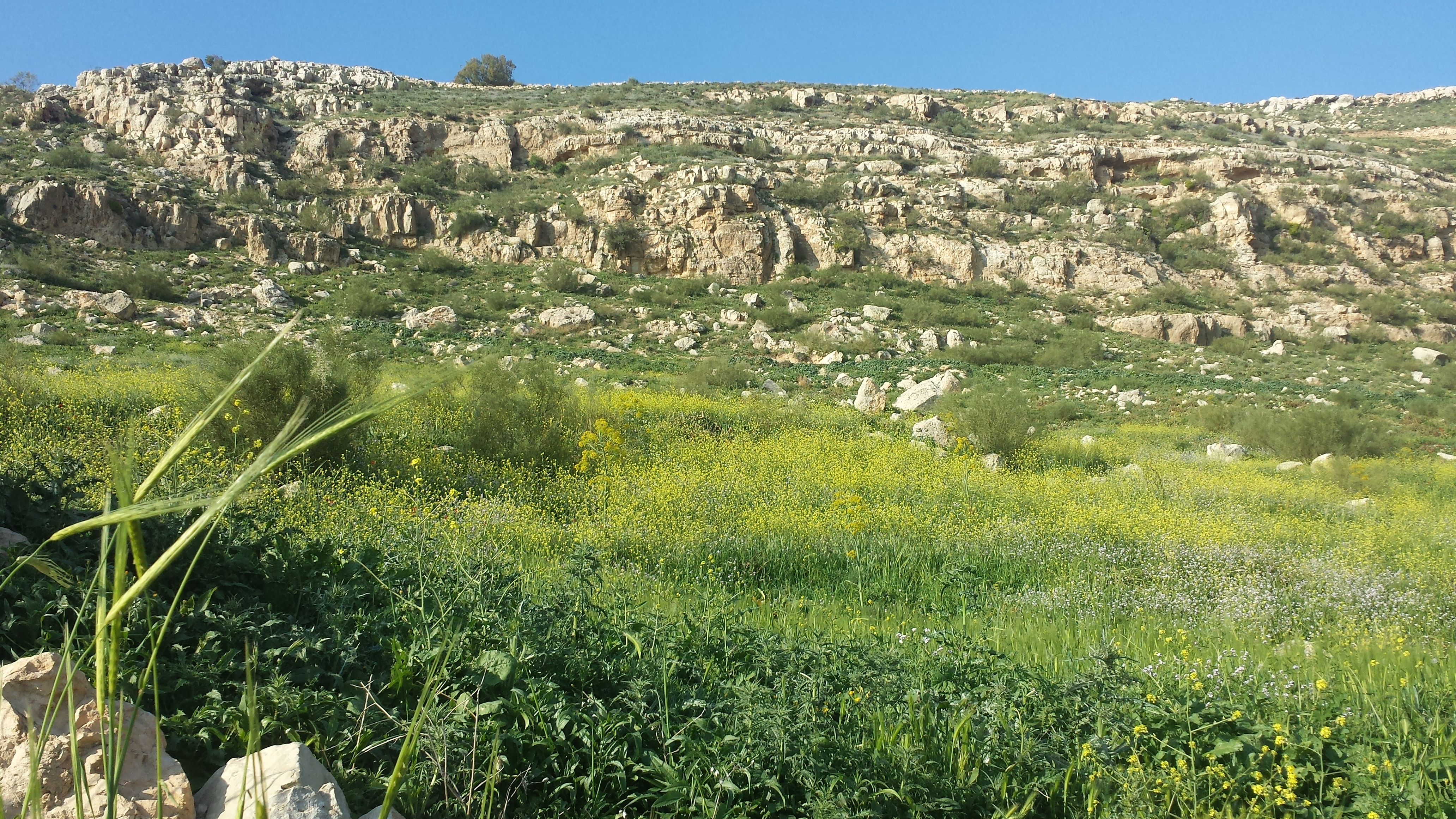
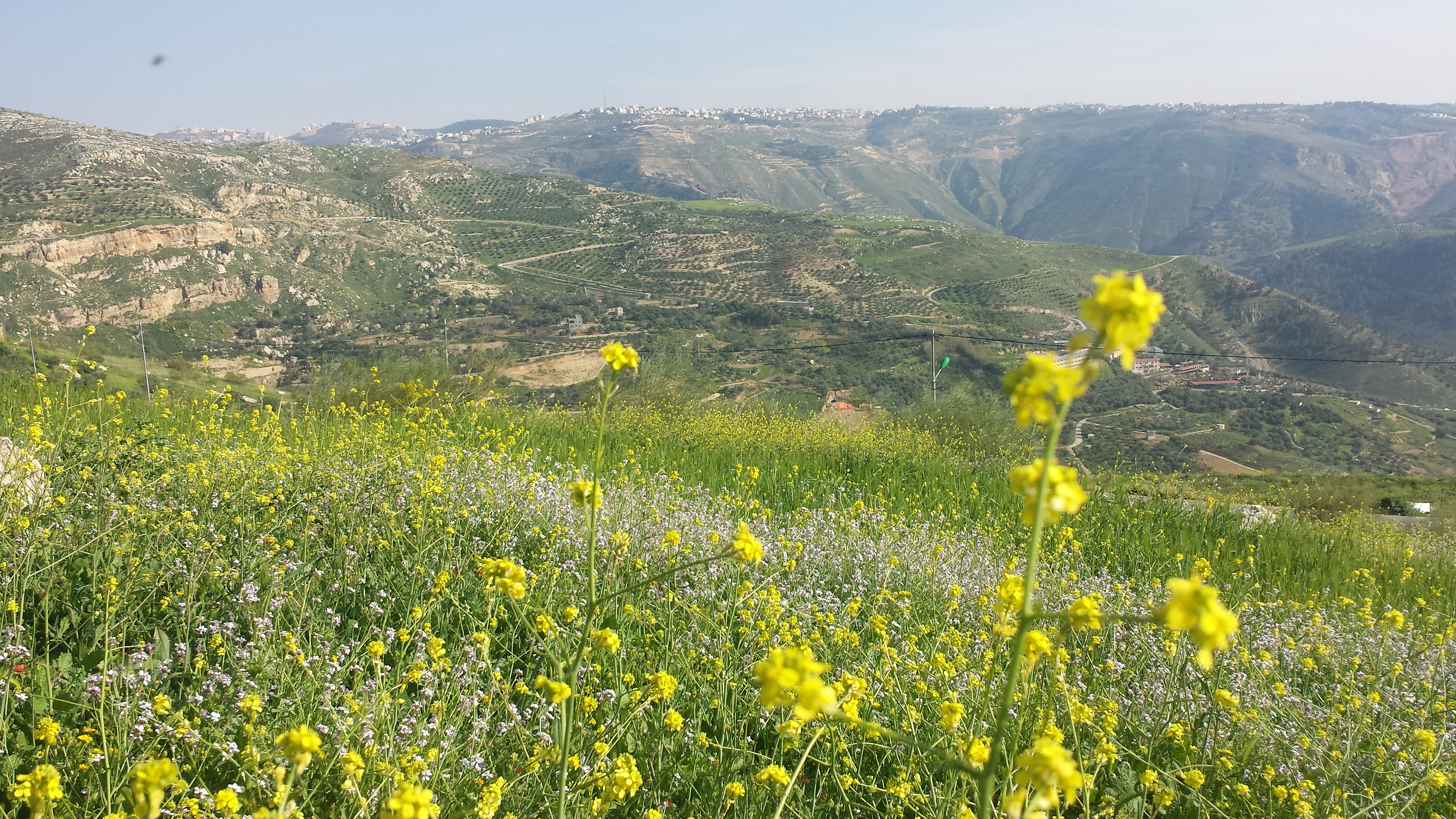
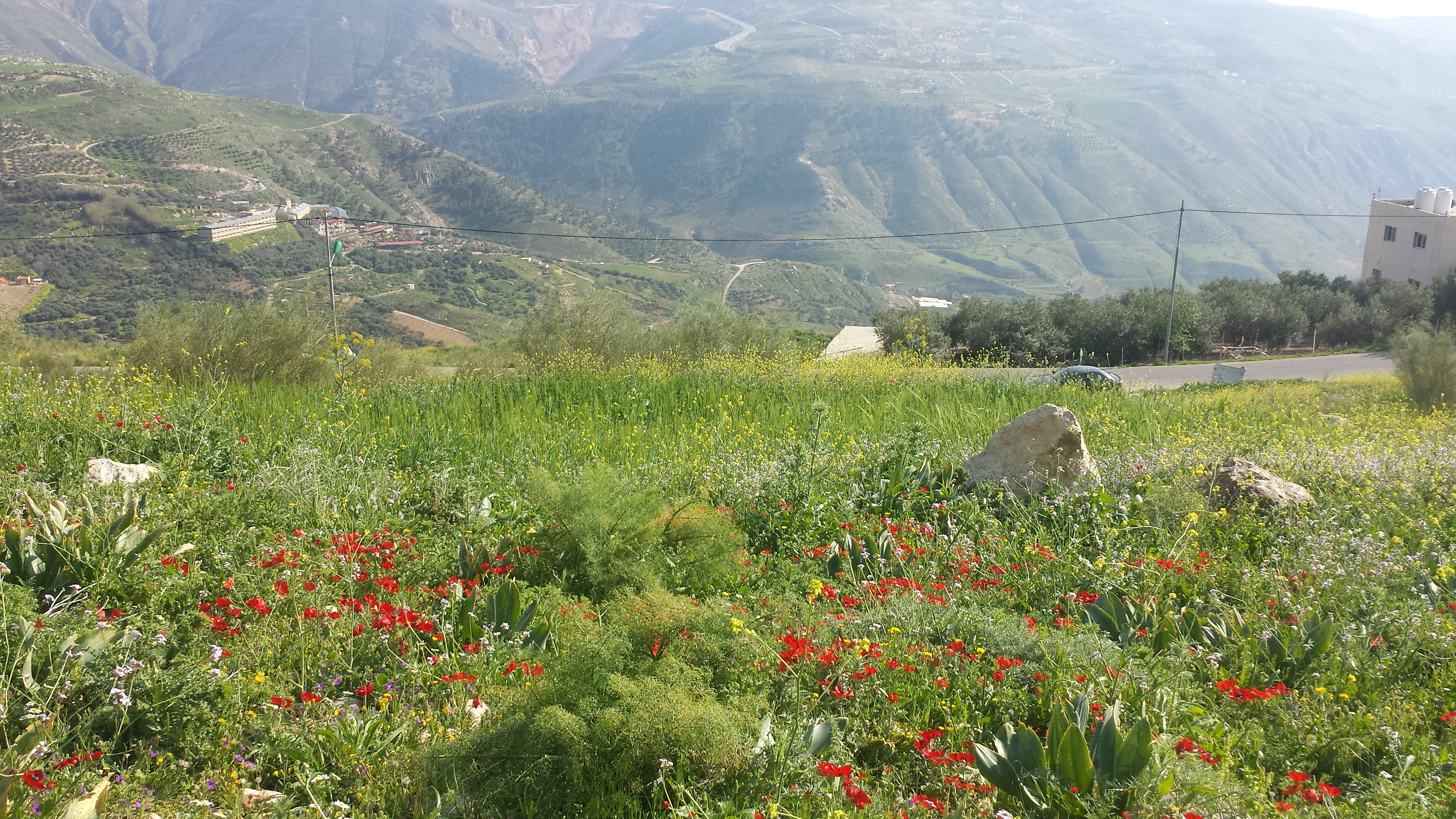